# Сиско (Илиноис)
Сиско (енгл. Cisco) град је у америчкој савезној држави Илиноис.

## Демографија
По попису из 2010. године број становника је 261, што је 3 (-1,1%) становника мање него 2000. године.
| Група             | 2000.       | 2010.       |
| Белци             | 260 (98,5%) | 256 (98,1%) |
| Афроамериканци    | 0 (0,0%)    | 4 (1,5%)    |
| Азијати           | 0 (0,0%)    | 0 (0,0%)    |
| Хиспаноамериканци | 0 (0,0%)    | 0 (0,0%)    |
| Укупно            | 264         | 261         |